# Niels de Hofman
Niels de Hofman (1717-8. juni 1785) var en dansk amtmand, broder til Hans og Tycho de Hofman.
de Hofman blev 1750 landsdommer på Sjælland og Møen, 1759 tillige amtsforvalter i Ringsted og Sorø Amter med tilladelse til at bo på sin uden for amtets grænser beliggende ejendom Ravnstrup, som han dog allerede solgte det følgende år.
1771 blev han kommitteret i det danske kammer under Finanskollegiet, overgik der fra 1773 til den tilsvarende stilling i Rentekammeret, blev 1775 deputeret sammesteds, udnævntes 1777 til amtmand over Nordborg og Sønderborg Amter samt på Ærø, fra hvilken stilling han efter eget ønske afskedigedes 1784.
Allerede 1746 havde han fået titel af kancelliassessor, 1761 blev han justitsråd, 1768 etatsråd og 1776 konferensråd. 1746 blev han gift med Anne Christine Bang, f. Vellejus (1717-1799). Af den fynske gård Bøttigersholm oprettede han 1784 stamhuset Hofmansgave for efterkommerne af hans søsterdatter, familien Hofman-Bang.